# Іващенко Олег Іванович
Оле́г Іва́нович Іва́щенко (9 вересня 1969) — Голова Служби зовнішньої розвідки України, Член Ставки Верховного Головнокомандувача Збройних Сил України, Член Ради національної безпеки і оборони України (з 29.03.2024).

## Життєпис
Народився 9 вересня 1969 року.

### Освіта
Закінчив:
- Київське вище загальновійськове командне училище
- Національну академію оборони України
- Університет економіки та права
- Києво-Могилянську бізнес-Школу

Здобув науковий ступінь Кандидата військових наук.

### Кар'єра
Станом на жовтень 2017 року, в ранзі генерал-майора, працював першим заступником начальника Головного управління розвідки Міністерства оборони України, заступником начальника Генерального штабу Збройних Сил України з розвідки.
З 2021 року одночасно виконував обов'язки помічника Головнокомандувача Збройних сил України.
Виконував означені обов'язки до 26 березня 2024 року, коли Указом Президента України призначений Головою Служби зовнішньої розвідки України.
28 березня 2024 року президент України Володимир Зеленський особовому складу Служби зовнішньої розвідки України нового керівника.
З 29 березня 2024 року Член Ставки Верховного Головнокомандувача Збройних Сил України. Одночасно він уведений до складу Ради національної безпеки і оборони України.

## Військове звання
- Генерал-лейтенант (2021)[10]

## Нагороди
- Орден Данила Галицького
- Орден Богдана Хмельницького ІІІ ступеня (31 березня 2022 р.)[11]